# Kronisk Obstruktiv Lungesygdom
Kronisk Obstruktiv Lungesygdom (forkortet KOL, tidligere kaldet rygerlunger) er en samlebetegnelse for lungesygdomme med luftvejsblokering, som ikke umiddelbart fuldt ud kan helbredes, der ofte skyldes en kombination af lungeemfysem og kronisk betændelse i bronkierne (kronisk bronkitis). Sygdommen giver typisk åndenød, daglige hosteanfald og øget slimdannelse. KOL kan ikke helbredes, men hvis sygdommen skyldes rygning, kan rygestop bremse udviklingen af KOL. Medicin og rehabilitering kan desuden mindske symptomerne på KOL.
I Danmark dør mere end 3600 mennesker hver år ud af omkring 5.500.000, og ifølge WHO mere end 2,5 millioner ud af cirka 7 milliarder hvert år på verdensplan af KOL.
Det anslås, at 320.000 danskere har KOL, hvoraf 160.000 tilfælde er uopdagede.
Der har fra 2005 til 2010 været en stigende omsætning på lægemidler, der fortrinsvis blev brugt til at behandle KOL.

## Kliniske kendetegn
- pH kan være lavere end normalt, da CO2-udskillelsen er nedsat. Dette vil naturligvis også medføre et øget pCO2.
- pO2 kan være nedsat, da mindre ilt bliver optaget af lungerne, delvist fordi diffusionsarealet reduceres grundet emfysem. Dette ville også medføre nedsat iltsaturation.
- Hæmatokrit-værdien kan være øget, da kroppen forsøger at kompensere for det lavere iltniveau, ved at danne flere erytrocytter (røde blodlegemer) i knoglemarven.[8]